# Rosa Manzano
Rosa de Lima Manzano Gete (Villanueva de Gumiel, Burgos, 25 de julio de 1949 - Sierra de La Cabrera, Madrid, 30 de junio de 1988) fue una dirigente política española, miembro del Partido Socialista Obrero Español y Directora General de Tráfico desde 1987 hasta su muerte en un accidente de helicóptero.

## Biografía
Nacida en la localidad burgalesa de Villanueva de Gumiel el 25 de julio de 1949, se licenció en Derecho por la Universidad de Deusto en 1975. Tras ejercer la abogacía ingresó en el cuerpo de letrados de la Administración Institucional de Servicios Socioprofesionales (AISS), trabajando en Aranda de Duero y en el Gobierno Civil de Burgos.
En las elecciones municipales de 1979 resultó elegida concejala del Ayuntamiento de Burgos, dentro de la candidatura del PSOE. En diciembre de 1982, tras las elecciones generales de 1982, fue nombrada Gobernadora Civil de Palencia donde permaneció durante casi cinco años. Fue la primera mujer que ocupó ese cargo en España. Posteriormente, en noviembre del año 1987 fue nombrada Directora General de Tráfico en sustitución de David León Blanco, siendo también la primera mujer en ocupar dicho cargo.
Falleció a los 38 años en accidente de helicóptero el 30 de junio de 1988 al estrellarse el aparato en el que viajaba en la sierra de La Cabrera (Madrid), en la falda del pico Cancho Gordo, entre los términos municipales de La Cabrera y Valdemanco, a unos 70 km de la ciudad de Madrid. Manzano se dirigía a Aguilar de Campoo, Palencia, a la inauguración del Centro y Fundación de Estudios del Románico en el Monasterio de Santa María la Real. Iba acompañada del periodista y crítico de arte Santiago Amón y del diputado por Palencia Alberto Acítores Balbás; además de los pilotos Santiago Aizpurúa y Manuel Moratilla. Todos perecieron en el accidente.

## Vida personal
Se casó con el abogado Pedro Torres, del que se divorció posteriormente, y con el que tuvo tres hijos.

## Reconocimientos

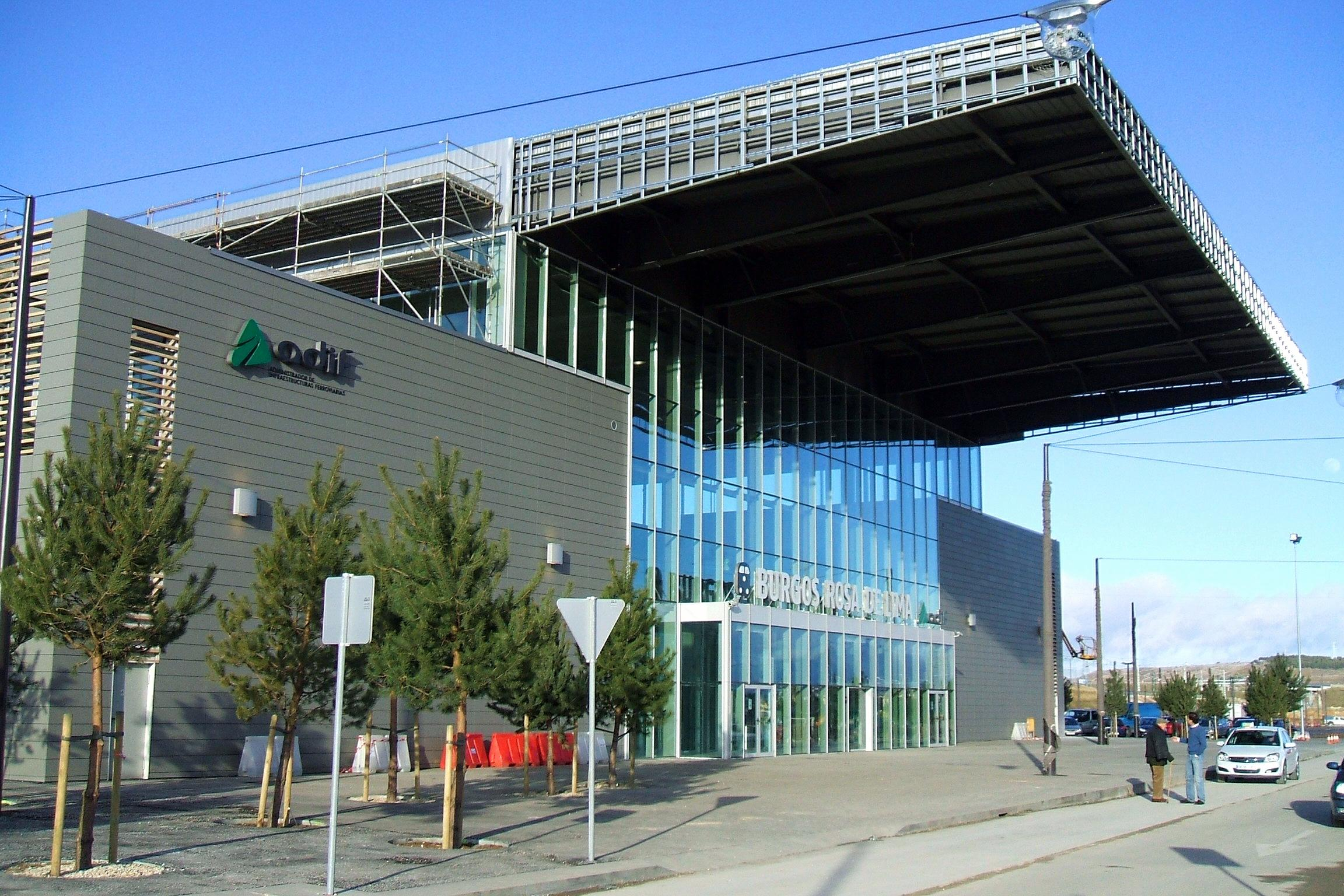
Estación de Burgos Rosa Manzano

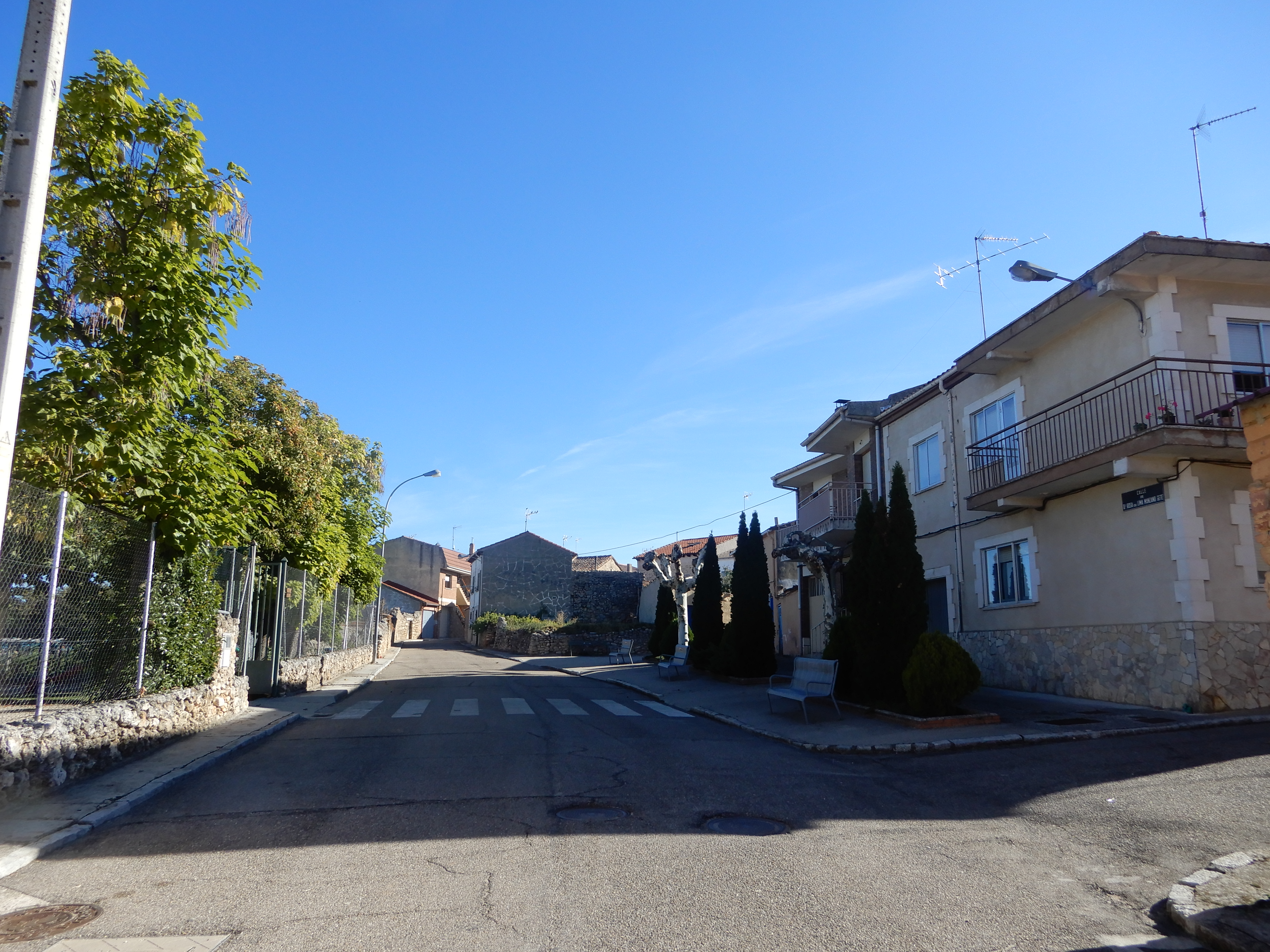
Calle Rosa de Lima Manzano Gete en Villanueva de Gumiel

Desde 1990 la Secretaría de Igualdad del PSOE concede cada año los Premios Rosa de Lima Manzano, que reconocen la labor de aquellas personas, organizaciones y colectivos que, a través de su compromiso político y social, defiendan el valor de la igualdad entre hombres y mujeres.
En Aranda de Duero existe una asociación de mujeres que agrupa a la sección femenina del Partido Socialista Obrero Español y que lleva el nombre de esta dirigente política.
En Burgos, la estación de tren lleva su nombre, aunque durante doce años solo con su nombre de pila, Rosa de Lima, por lo que realmente no se sabía si es un homenaje a la política o a la santa. En  febrero de 2021 ADIF informó que se iba a cambiar el nombre de la estación, pasándose a llamar Rosa Manzano, nombre por el que se la conocía, si bien no fue hasta el 14 de noviembre de 2021 cuando cambió oficialmente su nombre.
La sala de conferencias de la sede de la Dirección General de Tráfico en Madrid lleva su nombre.
En su pueblo natal, Villanueva de Gumiel (provincia de Burgos), tiene dedicada una calle con su nombre. Fue inaugurada el 10 de octubre de 1983 con la presencia de la propia homenajeada.